# Count Basie
William James "Count" Basie (21. kolovoza 1904. – 26. travnja 1984.) bio je američki jazz klavirist, orguljist, vođa sastava i kompozitor. S klavirom ga je upoznala majka, a već kao tinejdžer je nastupao. Ispisavši se iz škole, naučio je upravljati reflektorima za vodvilj i improvizirati klavirsku pratnju za nijeme filmove u lokalnom kinu Red Banka, njegovog rodnog grada. Sa šesnaest je godina sve više svirao jazz na klaviru na zabavama, odmaralištima i drugim mjestima. 1924. otišao je u Harlem gdje se njegova izvođačka karijera proširila; išao je na turneje sa sastavima u glavne gradove jazza kao što su Chicago, St. Louis i Kansas City. 1929. se pridružio Bennijevom Motenovom sastavu u Kansas Cityju gdje je svirao sve do Motenove smrti 1935. godine.
1935. Basie je oformio vlastiti jazz orkestar, Count Basie Orchestra kojeg je 1936. odveo u Chicago da nastupa i snima prvi album. Tijekom gotovo 50 godina vođenja tog sastava, stvorio je inovacije poput korištenja dva "razdvojena" tenor saksofona, naglašavanje ritam sekcije, riffing (sviranje kratke ponavljajuće fraze, tehnika posebno izražena u pop glazbi i jazzu) s big bendom, korištenje aranžera za proširivanje zvuka sastava i druge inovacije. Mnogi glazbenici istaknuli su se pod njegovim vodstvom, samo neki od njih su tenor saksofonisti Lester Young i Herschel Evans, gitarist Freddie Green, trubači Buck Clayton i Harry "Sweets" Edison te pjevači Jimmy Rushing i Joe Williams.

## Diskografija

### Count Basie Orchestra
Većina Basijevih izvedbi snimljena je s njegovim sastavom Count Basie Orchestra.

#### 1937. – 1939., Brunswick
- The Complete Decca Recordings (1937. – 1939., Decca Records)

#### 1939. – 1950., Columbia i RCA
- Super Chief (1936. – 1942., Columbia Records)
- Count Basie and His Great Vocalists (1939. – 1945., Columbia)
- America's No. 1 Band: The Columbia Years (1936. – 1964., Columbia)
- Complete Original American Victor Recordings (1941. – 1950., RCA Records snimanja, ponovno izdano na Definitive)
- Kansas City Powerhouse (1929. – 1932., 1947. – 1949., RCA/Bluebird Records)
- Planet Jazz (cca. 1929. – 1932., 1947. – 1949., RCA/BMG International Records)

#### 1950-e
- The Count! (Clef, 1952. [1955.])
- Basie Jazz (Clef, 1952. [1954.])
- Basie Rides Again! (Clef 1952. [1956.])
- The Swinging Count! (Clef, 1953. [1956.])
- Dance Session (Clef, 1953.)
- Dance Session Album #2 (1952. – 1954., Clef)
- The Complete Roost Recordings (1954., Roost) sa Stanom Getzom
- King of Swing (Clef, 1953. – 1954. [1956.])
- Basie Roars Again (Clef, 1953. – 1954. [1956.])
- Basie (1955., Clef) ponovno izdan pod imenom The Band of Distinction (Verve)
- Count Basie Swings, Joe Williams Sings (s Joem Williamsom) (1955., Clef)
- April in Paris (1955. – 1956., Verve)
- The Greatest!! Count Basie Plays, Joe Williams Sings Standards s Joem Williamsom (1956., Verve)
- Metronome All-Stars 1956 (Clef, 1956.) s Ellom Fitzgerald i Joem Williamsom
- Hall of Fame (1956., Verve)
- Basie in London (uživo, 1956., Verve)
- One O'Clock Jump (s Joem Williamsom i Ellom Fitzgerald) (1957., Verve)
- Count Basie at Newport (Live, 1957, Verve)
- The Atomic Mr. Basie (1958., Roulette)
- Basie Plays Hefti (1958., Roulette)
- No Count Sarah (sa Sarah Vaughan) (1958., EmArcy)
- Chairman of the Board (1958., Roulette)
- Sing Along with Basie (s Joem Williamsom i Lambert, Hendricks & Ross) (1958., Roulette)
- Breakfast Dance and Barbecue (1958., Roulette)
- Not Now, I'll Tell You When (1958., Roulette)
- Welcome to the Club (s Nat King Cole) (1959., Capitol)
- Basie One More Time (1959., Roulette)
- Basie/Eckstine Incorporated (s Billy Eckstine) (1959., Roulette)
- Strike Up the Band (s Tonyjem Bennettom) (1959., Roulette)
- In Person! (s Tonyjem Bennettom) (1959., Columbia)
- Everyday I Have the Blues (s Joem Williamsom) (1959., Roulette)
- Dance Along with Basie  (1959., Roulette)

#### 1960-e i godine prijePablo Recordsa
- I Gotta Right to Swing (sa Sammyjem Davisom Jr.) (1960., Decca Records)
- Just the Blues (s Joem Williamsom) (1960., Roulette)
- The Count Basie Story (1960., Roulette)
- Not Now., I'll Tell You When (1960., Roulette)
- Kansas City Suite (1960., Roulette)
- Count Basie/Sarah Vaughan (sa Sarah Vaughan) (1961., Roulette)
- First Time! The Count Meets the Duke (s Dukeim Ellingtonom) (1961., Columbia)
- The Legend (1961., Roulette)
- Basie at Birdland (live) (1961., Roulette)
- Back with Basie (1962., Roulette)
- Easin' it (1962., Roulette)
- Basie in Sweden (1962., Roulette)
- I Left My Heart in San Francisco (s Tonyjem Bennettom) (1962., Columbia)
- Sinatra-Basie: An Historic Musical First (s Frankom Sinatrom) (1962., Reprise)
- On My Way & Shoutin' Again! (1963., Verve)
- This Time by Basie! (1963., Reprise)
- More Hits of the 50's and 60's (Verve., 1963)
- Li'l Ol' Groovemaker...Basie! (1963., Verve)
- Ella and Basie! (s Ellom Fitzgerald) (1963., Verve)
- Basie Land (1964., Verve)
- Pop Goes the Basie (1964., Reprise)
- It Might as Well Be Swing (s Frankom Sinatrom) (1964., Reprise)
- Basie Picks the Winners (1965., Verve)
- Our Shining Hour (sa Sammyjem Davisom. Jr.) (1965., Verve)
- Arthur Prysock and Count Basie (s Arthurom Prysockom) (1965., Verve)
- Basie Meets Bond (1966., United Artists)
- Live at the Sands (Before Frank) (Reprise, 1966. [1998.])
- Sinatra at the Sands (uživo, s Frankom Sinatrom) (1966., Reprise)
- Basie's Beatle Bag (1966., Verve)
- Broadway Basie's...Way (1967., Command)
- Hollywood...Basie's Way (1967., Command)
- Basie's Beat (1967., Verve)
- Basie's in the Bag (1967., Brunswick)
- The Happiest Millionaire (Coliseum., 1967)
- Half a Sixpence (1967., Dot)
- The Board of Directors (s The Mills Brothersom) (1968., Dot)
- Manufacturers of Soul (s Jackijem Wilsonom) (1968., Brunswick)
- The Board of Directors Annual Report (s The Mills Brothersom) (1968., Dot)
- Basie Straight Ahead (1968., Dot)
- How About This (s Kay Starr) (1968., MCA)
- Standing Ovation (Dot., 1969)
- Basic Basie (MPS., 1969)
- Basie on the Beatles (1970., Happy Tiger)
- High Voltage (1970., MPS)
- Afrique (1970., RCA Victor)
- Have a Nice Day (1971., Daybreak)
- Bing 'n' Basie (s Bingom Crosbyjem) (Daybreak., 1972)

#### Godine s Pablo Recordsom
- Flip, Flop & Fly (uživo, s Joem Turnerom) (1972.)
- Jazz at Santa Monica Civic '72 (uživo) (1972.)
- The Songs of Bessie Smith (s Teresom Brewer)  (1973., Doctor Jazz)
- Basie Big Band (1975.)
- Fun Time (1975.)
- I Told You So (1976.)
- Prime Time (1977.)
- Montreux '77 (uživo) (1977.)
- Milt Jackson + Count Basie + The Big Band Vol.1 (uživo) (1978.)
- Milt Jackson + Count Basie + The Big Band Vol.2 (uživo) (1978.)
- Live in Japan '78 (uživo) (1978.)
- On the Road (1979.)
- Digital III at Montreux (uživo) (1979.)
- A Classy Pair (s Ellom Fitzgerald) (1979.)
- A Perfect Match (uživo, s Ellom Fitzgerald) (1979.)
- Kansas City Shout (1980.)
- Warm Breeze (1981.)
- Send in the Clowns (sa Sarah Vaughan) (1981.)
- Farmer's Market Barbecue (1982.)
- 88 Basie Street (1983.)
- Me and You (1983.)
- Fancy Pants (zadnji album orkestra s Countom Basijem) (1983.)

#### Albumi nakon smrti Counta Basija
- Long Live the Chief (1986., Denon)
- Diane Schuur & the Count Basie Orchestra (uživo, s Dianom Schuur) (1987., GRP)
- The Legend, the Legacy (1990., Denon)
- Big Boss Band (s Georgeom Bensonom) (1990., Warner Bros.)
- Freddie Freeloader (s Jonom Hendricksom) (1990., Denon)
- The Count Basie Orchestra Live at El Morocco (uživo) (1992., Telarc)
- Joe Williams and the Count Basie Orchestra (s Joem Williamsom) (1993., Telarc)
- Basie's Bag (uživo) (1994., Telarc)
- Jazzin'  (s Tito Puente & India) (1996., RMM)
- Live at Manchester Craftsmen's Guild (1996., Blue Jackel)
- At Long Last (s Rosemary Clooney) (1998., Concord)
- Count Plays Duke (1998., MAMA)
- Swing Shift (1999., MAMA)
- Ray Sings, Basie Swings (s Rayom Charlesom) (2006., Concord)
- Basie is Back (2007., Village Music)
- A Swingin' Christmas (Featuring The Count Basie Big Band) (s Tonyjem Bennettom) (2008., Columbia)
- Swinging, Singing, Playing (2009., Mack Avenue)
- A Very Swingin' Basie Christmas! (2015., Concord)
- Standing Room Only (uživo, kompilacija, s Frankom Sinatrom) (2018, Capitol)
- All About That Basie (2018., Concord)
- Live at Birdland (uživo) (2021., Candid)

### Ablumi bez njegovog orkestra
Od 1929. – 1932. Basie je bio član Bennijevog Motenovog orkestra Kansas City:
- Bennie Moten's Kansas City Orchestra (1929–1932): Basie Beginnings (1929. – 1932., RCA/Bluebird Records)

Basie je također snimao u manjim sastavima:
- The Swinging Count! (Clef 1952. [1956.]) kao The Count Basie Sextet
- Count Basie Presents Eddie Davis Trio + Joe Newman (Roulette, 1958.) s Eddijem Davisom i Joem Newmanom
- Atomic Swing (1958., Roulette Jazz)
- Memories Ad-Lib (Roulette, 1958.)
- String Along with Basie (Roulette, 1960.)
- Count Basie and the Kansas City 7 (1962., Impulse!)
- Basie Swingin' Voices Singin' (ABC-Paramount, 1966.) s Alan Copeland Singers
- Loose Walk (s Royem Eldridgeom) (1972., Pablo)
- Basie Jam (1973., Pablo)
- The Bosses (s Big Joem Turnerom) (1973.)
- For the First Time (1974., Pablo)
- Satch and Josh (s Oscarom Petersonom)
- Basie & Zoot (s Zootom Simsom) (1975., Pablo)
- For the Second Time (1975., Pablo)
- Basie Jam 2 (1976., Pablo)
- Basie Jam 3 (1976., Pablo)
- Kansas City 5 (1977., Pablo)
- The Gifted Ones (s Dizzyjem Gillespiom) (1977., Pablo)
- Montreux '77 (uživo) (1977., Pablo)
- Basie Jam: Montreux '77 (uživo) (1977., Pablo)
- Satch and Josh...Again (s Oscarom Petersonom) (1977., Pablo)
- Night Rider (s Oscarom Petersonom) (1978., Pablo)
- Count Basie Meets Oscar Peterson – The Timekeepers (s Oscarom Petersonom) (1978., Pablo)
- Yessir, That's My Baby (s Oscarom Petersonom) (1978., Pablo)
- Kansas City 8: Get Together (1979., Pablo)
- Kansas City 7 (1980., Pablo)
- On The Road (1980., Pablo Today., Red Vinyl)
- Kansas City 6 (1981., Pablo)
- Mostly Blues...and Some Others (1983., Pablo)
- 20 Golden Pieces of Count Basie (1993., Bulldog)
- Jazz & blues (1995., Editions Atlas)
- Count Basie [K-Tel] (1996., K-Tel)
- Count Basie's Got Rhythm (1998., Emporio; 2001., MCI)
- Jumpin' (2000., Columbia River Entertainment Group)
- The Memorial Album (2012., AAO Music)

## Filmografija
- Promjena mišljenja (1943.) – kao on
- Vrhunski čovjek (1943.) – kao on
- Sugar Chile Robinson, Billie Holiday, Count Basie i njegov sekstet (1950.) – kao on
- Pepelik (1960.) – kao on
- Seks i slobodna cura (1964.) – kao on sa svojim orkestrom
- Vruća sedla (1974.) – kao on sa svojim orkestrom
- Posljednji od Plavih vragova (1979.) – intervju i koncert orkestra u dokumentarcu o glazbi Kansas Cityja

## Vanjske poveznice
- The Count Basie Orchestra, službena web sranica
- Count Basie, diskografija na stranici iMusic.am
- Basijeva biografija na swingmusic.net  Arhivirana inačica izvorne stranice od 17. travnja 2023. (Wayback Machine)
- BBC-ev profil Counta Basija
- Basijeva biografija i popis albuma
- MIDI zapisi od notacija iz 1940-ih